# 배트맨의 아들
《배트맨의 아들》(영어: Son of Batman 선 오브 배트맨[*])은 배트맨을 소재로 한 2014년 비디오 영화이다. 그랜트 모리슨과 앤디 큐버트가 쓴 2006년작 《배트맨과 아들》의 스토리라인에 기초하여 만들어졌으며, 이선 스폴딩이 연출하였다.

## 출연진
- 제이슨 오마라 - 브루스 웨인 / 배트맨
- 스튜어트 앨런 - 데미언 웨인 / 로빈
- 모레나 바카링 - 탈리아 알굴
- 잔카를로 에스포시토 - 라스 알굴
- 잰더 버클리 - 커크 랭스트롬 박사 / 맨 배트
- 토머스 깁슨 - 슬레이드 윌슨 / 데스스트로크
- 데이비드 매컬럼 - 알프레드 페니워스
- 디 브래들리 베이커 - 조커
- 숀 마 - 딕 그레이슨 / 나이트윙
- 다이앤 미셸 - 프랜신 랭스트롬
- 프레드 태터쇼어 - 웨일런 존스 / 킬러 크록
- 브루스 토머스 - 제임스 고든
- 카리 월그렌 - 리베카 랭스트롬